# Parcheggio di interscambio
Il parcheggio di interscambio (anche detto parcheggio scambiatore  o incentivato, in sigla P+R, dall'inglese Park and Ride) è una struttura di parcheggio collegata con i mezzi pubblici di trasporto che permette a pendolari ed altre persone, in arrivo dalle periferie o dai centri limitrofi, di parcheggiare il loro veicolo e di servirsi di bus, sistema ferroviario (metropolitana, metropolitana leggera o ferroviario pendolare) oppure carpool per il resto del viaggio all'interno della città.
Il veicolo viene lasciato nel parcheggio durante il giorno o parte di esso e recuperato dal proprietario quando ritorna. I parcheggi di interscambio sono generalmente situati nelle periferie delle aree metropolitane o lungo le tangenziali delle grandi città.

## Segnaletica stradale

Germania
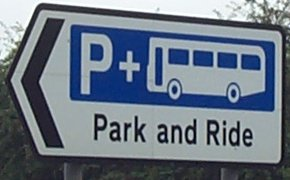
Gran Bretagna
Italia